# VfB Osterode
Der VfB Osterode war ein deutscher Sportverein der ostpreußischen Stadt Osterode in Ostpreußen, heute Ostróda.

## Geschichte
Der Verein wurde 1919 gegründet und spielte im Ligensystem des Baltischen Rasen- und Wintersport-Verbandes. 1921/22 konnte die Bezirksliga IV Südostpreußen gewonnen werden, wodurch sich Osterode für die ostpreußische Fußballendrunde qualifizierte. In dieser schied der Verein, nach einem Freilos in der Vorrunde, im Halbfinale durch eine 1:8-Niederlage gegen den SC Lituania Tilsit aus. Auch 1922/23 konnte erneut die Liga im Bezirk Südostpreußen gewonnen werden, in der dieses Mal im Rundenturnier ausgetragenen ostpreußischen Fußballendrunde wurde Osterode abgeschlagen Letzter der Staffel II. In den kommenden Jahren fiel der Verein ins Mittelfeld der Bezirksliga zurück und konnte sich auch nicht für die zur Spielzeit 1926/27 neu eingeführte, oberste Ostpreußenliga qualifizieren. Die Bezirksliga IV Südostpreußen war fortan zweitklassig. Der VfB Osterode verpasste ebenfalls die Qualifikation der zur Spielzeit 1928/29 neu eingeführten, zweitklassigen Staffelligen und spielte ab 1928 in der drittklassigen Kreisliga Südostpreußen. Diese war durch erneute Umstrukturierungen ab der Spielzeit 1931/32 wieder zweitklassig, Osterode war am Ende der Saison punktgleich mit dem SV Allenstein, das Entscheidungsspiel ging jedoch verloren und der Aufstieg in die erstklassige Abteilungsliga Süd wurde verpasst. In der Spielzeit 1932/33, die witterungsbedingt bereits ab Herbst 1931 ausgetragen wurde, erreichte der VfB Osterode den Sieg und setzte sich ebenfalls in der Aufstiegsrunde durch, wodurch seit 1926 wieder die Erstklassigkeit erreicht wurde. Die Ligaspiele für die Spielzeit 1933/34 wurden noch ausgespielt (bereits ab Herbst 1932), bevor durch die Machtübernahme der Nationalsozialisten die Fußballverbände aufgelöst und durch Sportgaue ersetzt wurden.
Durch den fünften Tabellenplatz in der Abteilungsliga Süd der für 1933/34 vorgesehenen baltischen Endrunde qualifizierte sich der VfB Osterode für die zweitklassige Bezirksklasse III Allenstein innerhalb des Fußballgaus Ostpreußen. Zur Spielzeit 1935/36 gelang dem Verein dann, bedingt durch die Erweiterung der Liga von 14 auf 28 Mannschaften, der Aufstieg in die erstklassige Gauliga. In der ersten Saison erreichte Osterode den sechsten Platz von sieben teilnehmenden Mannschaften in der Gruppe Allenstein. 1936/37 wurde in derselben Gruppe Platz 4 erreicht. In der Saison 1937/38 konnte sich Osterode nochmals verbessern und erreichte Platz 3. Da die Gauliga im nächsten Jahr von 28 auf zehn Teilnehmer verkleinert wurden, qualifizierten sich nur die beiden besten Mannschaften in der Gruppe Allenstein für diese. Der VfB Osterode musste demnach zur kommenden Saison wieder in die zweitklassige Bezirksklasse absteigen. Zur Gauliga-Saison 1941/42 gelang der Wiederaufstieg. Nach einer Spielzeit, bei der die Osteroder nur ein Sieg und ein Unentschieden erreichten, stand erneut der Abstieg in die Bezirksklasse. Ein erneuter Aufstieg gelang bis zum Ende des Zweiten Weltkrieges nicht mehr.
Nach dem Zweiten Weltkrieg wurde das zum Deutschen Reich gehörende Osterode von der Sowjetunion annektiert und später unter polnische Verwaltung gestellt. Der VfB Osterode wurde – wie alle übrigen deutschen Vereine und Einrichtungen – zwangsaufgelöst.

## Erfolge
- 4 Teilnahmen an der Gauliga Ostpreußen: 1935/36, 1936/37, 1937/38, 1941/42
- Bezirksmeister Südostpreußen: 1922, 1923